# جون سيباستيان
جون سيباستيان (بالإنجليزية: John Sebastian) هو مغنٍ وعازف قيثارة ومغنٍ مؤلف وملحن وشاعر أمريكي، ولد في 17 مارس 1944 في نيويورك بالولايات المتحدة.

## وصلات خارجية
- جون سيباستيان على موقع IMDb (الإنجليزية)
- جون سيباستيان على موقع الموسوعة البريطانية (الإنجليزية)
- جون سيباستيان على موقع ميوزك برينز (الإنجليزية)
- جون سيباستيان على موقع قاعدة بيانات برودواي على الإنترنت (الإنجليزية)
- جون سيباستيان على موقع إن إن دي بي (الإنجليزية)
- جون سيباستيان على موقع أول ميوزيك (الإنجليزية)
- جون سيباستيان على موقع ديسكوغز (الإنجليزية)
- جون سيباستيان على موقع ديسكوغز (الإنجليزية)
- جون سيباستيان على موقع قاعدة بيانات الفيلم (الإنجليزية)